# 香港革新會
香港革新會（英語：The Reform Club of Hong Kong）是香港早期的政治團體，於1949年創立，貝納祺、馬文輝及簡悅強均為創黨成員。革新會的會員曾經是市政局及早期區議會選舉的主要成員。革新會經常被當時的殖民地政府標籤為「反對派」。
革新會的成員主要集中在港島東區，由於成立時期比較早，所以普遍被歸入保守派，而其立場亦得到北京當局接受。1982年首次區議會選舉時，到處到可以看到革新會會員那紅底白字的醒目圍板廣告，而各會員亦順利取得各個議會不少議席。及後隨着以香港華人的政黨興起，革新會漸漸退出香港的政壇，當中有不少華人成員（如阮其江）亦離開革新會而加入港進聯。
值得一提的，如貝納祺、羅友聖等，俱為歐裔人士，而非華人，另外羅友聖一直都擔任香港東區區議員，直到2007年在區選中敗於新晉的趙家賢。

## 歷史
香港革新會於1949年1月20日按香港公司條例第39條登記成為有限公司，公認為香港戰後首個政治團體，首任主席為前英國國會議員羅士比（英語：:en:Charles Edgar Loseby），創黨委員有12人，包括英國人、葡萄牙人、印度人及華人，均為法律、會計或商界精英。1949年2月25日，革新會於香港大酒店舉行首次集會，約200人參加。1949年5月24日，革新會就討論政制發展事宜舉辦了一場公眾大會，但委員就投票權出現嚴重分岐。受內訌影響，革新會於5月起停止所有公開活動，主席羅士比更於7月辭去主席一職，直至年底才重整旗鼓，公布13項針對香港長遠政策的政綱。
創立當時為《楊慕琦計劃》在社會上展開激烈爭論的時期。1949年7月，當《楊慕琦計劃》獲英國接納時，香港總督之位由葛量洪接手，葛量洪並不支持這個對香港政制進行大規模改革的開明方案。以羅文錦為代表的一眾立法局非官守議員，其中大部份是歐籍議員，在1949年3月一次立法會動議辯論中亦反對該計劃，反而提議改革立法局，加入更多非官守議員，其中部份民選，由英籍人士選出（非英籍華人無選舉權）。結果這次動議辯論通過反對楊慕琦計劃，支持羅文錦動議。香港革新會與華人革新會等政治團體正是在這個時候成立，以回應這時的政治形勢。
在1950年代至1980年代初期間，會員人數至50年代的1,000人左右，急升至1966年的24,000人，到1974年更創40,000名會員紀錄。同期不少精英更加入革新會，包括胡百全、胡鴻烈、葉錫恩、鍾愛理遜、陳樹桓等，一直推動增加政府代表性及改善公共服務。此外，革新會與香港公民協會一直為市政局直選議席的贏家。1960年，兩會組成聯盟，向倫敦政府要求立法局議席開放予市民選舉。1979年，革新會曾因為當時市政局拒絕讓全香港市民成為選民，而威脅要杯葛選舉。1982年，革新會參與首屆區議會選舉，擴大其在社會上的影響力。
在區議會成立前，革新會在1983年的市政局中擁有15個議席。在1980年代末，隨著新政團的成立，革新會在市政局的影響力逐漸下降。在1989年市政局選舉，革新會由於欠缺草根階層支持，在市政局的議席僅餘下五席。革新會與公民協會在該時期受新興的民主派政團所影響，如香港民主民生協進會及匯點等，在香港政界的影響力已大不如前。最後，在貝納祺於1995年不再參選市政局選舉後，革新會正式從香港政壇消失。
雖則香港革新會的影響力到80年代末期才正式減退，但其實其影響力於70年代已開始消失。在六七暴動之後，香港政府大量增加對市民的關懷與改善政策，如設立勞資審裁處、設立六年免費教育、建設十年房屋計劃等。這些政策改由香港政府自行向市民推出，而不是經由革新會爭取而成，這令革新會的角色逐漸變得不重要。加上，革新會的主要成員逐漸老化，他們的思想與行動不能追上時代發展，他們亦未有制訂新一代接班人的措施，加上重要人士相繼退出，以致最終沒落。
雖然革新會在殖民地時期積極為港人爭取民主，要求英國和香港政府加快民主進程，但不少成員在革新會沒落時選擇成為保守派或親中派一員，支持保守的民主步伐，如楊勵賢加入自由黨、阮其江加入港進聯、早已退出革新會的葉錫恩亦成為臨時立法會議員，就連貝納祺亦於退休時選擇支持親中派的鍾樹根接任區議員。

## 選舉

### 市政局選舉
| 選舉 | 民選得票 | 民選得票比例 | 市政局民選議席 | 區域市政局民選議席 | 總議席 | +/- |
| 1952 | 2,199    | 33.58%       | 1 / 2          | 不適用             | 1 / 13 | 1 ▲ |
| 1953 | 6,374 ▲  | 71.25% ▲     | 4 / 4          | 不適用             | 4 / 15 | 3 ▲ |
| 1954 | 7,773 ▲  | 79.64% ▲     | 4 / 4          | 不適用             | 4 / 15 | 0 ━ |
| 1955 | 3,283 ▼  | 89.62% ▲     | 4 / 4          | 不適用             | 4 / 15 | 0 ━ |
| 1956 | 17,085 ▲ | 56.97% ▼     | 6 / 8          | 不適用             | 6 / 22 | 2 ▲ |
| 1957 | 11,716 ▼ | 43.50% ▼     | 5 / 8          | 不適用             | 5 / 22 | 1 ▼ |
| 1959 | 12,030 ▲ | 47.67% ▲     | 4 / 8          | 不適用             | 4 / 22 | 1 ▼ |
| 1961 | 自動當選 | 自動當選     | 4 / 8          | 不適用             | 4 / 22 | 0 ━ |
| 1963 | 5,177 ▲  | 39.43% ▼     | 3 / 8          | 不適用             | 3 / 22 | 1 ▼ |
| 1965 | 不詳     | 不詳         | 5 / 10         | 不適用             | 5 / 26 | 2 ▲ |
| 1967 | 9,789 ▲  | 24.90% ▼     | 4 / 10         | 不適用             | 4 / 26 | 1 ▼ |
| 1969 | 16,571 ▲ | 49.22% ▲     | 3 / 10         | 不適用             | 3 / 26 | 1 ▼ |
| 1971 | 6,139 ▼  | 16.22% ▼     | 3 / 10         | 不適用             | 3 / 26 | 0 ━ |
| 1973 | 25,709 ▲ | 55.14% ▲     | 5 / 12         | 不適用             | 5 / 24 | 2 ▲ |
| 1975 | 6,141 ▼  | 12.41% ▼     | 3 / 12         | 不適用             | 3 / 24 | 2 ▼ |
| 1977 | 13,249 ▲ | 41.05% ▲     | 3 / 12         | 不適用             | 3 / 24 | 0 ━ |
| 1979 | 9,579 ▼  | 18.76% ▼     | 3 / 12         | 不適用             | 3 / 24 | 0 ━ |
| 1981 | 7,291 ▼  | 28.29% ▲     | 2 / 12         | 不適用             | 2 / 24 | 1 ▼ |
| 1983 | 13,894 ▲ | 15.38% ▼     | 3 / 15         | 不適用             | 3 / 30 | 1 ▲ |
| 1986 | 24,486 ▲ | 6.95% ▼      | 2 / 15         | 0 / 12             | 2 / 75 | 1 ▼ |
| 1989 | 13,404 ▼ | 6.31% ▼      | 2 / 15         | 0 / 12             | 2 / 75 | 0 ━ |
| 1991 | 9,045 ▼  | 9.45% ▲      | 2 / 15         | 0 / 12             | 2 / 75 | 0 ━ |

### 區議會選舉
| 選舉 | 民選得票 | 民選得票比例 | 民選議席 | 委任議席 | 當然議席 | 總議席   | +/-  |
| 1982 | 13,644   | 3.83%        | 不詳     | 不詳     | 不詳     | 2 / 132  | 2 ▲  |
| 1985 | 39,929 ▲ | 5.77% ▲      | 不詳     | 不詳     | 不詳     | 17 / 237 | 15 ▲ |
| 1988 | 13,572 ▼ | 2.13% ▼      | 不詳     | 不詳     | 不詳     | 5 / 264  | 12 ▼ |
| 1991 | 2,136 ▼  | 0.40% ▼      | 不詳     | 不詳     | 不詳     | 1 / 272  | 4 ▼  |

## 知名成員
- 貝納祺（BROOK, Anthony Bernice）
- 馬文輝
- 胡百全
- 胡鴻烈
- 葉錫恩
- 鍾愛理遜（BELL, Alison Mary Spencer）
- 沈澄
- 陳樹桓
- 胡寶星
- 羅友聖（英语：Giuseppe Salaroli）（SALAROLI, Giuseppe）
- 楊勵賢
- 關廉豪（英语：Kwan Lim-ho）
- 陳肇川
- 阮其江
- 黎兆霖